# 5،2-ثنائي ميثوكسي بارا الكايمين
5،2-ثنائي ميثوكسي بارا الكايمين هو مادة كيميائية نباتية المنشأ توجد في الزيوت العطرية للنباتات التي تنتمي للفصيلة النجمية. تمتلك هذه الزيوت العطرية للنباتات، والتي تحتوي على مركب 5،2-ثنائي ميثوكسي بارا الكايمين كمكون رئيسي للزيت، خصائص مضادة للفطريات، ومضادة للبكتيريا، ومبيدة الحشرات.

## الوفرة في الطبيعة
يوجد مركب 5،2-ثنائي ميثوكسي بارا الكايمين بشكل طبيعي في مجموعة متنوعة من الزيوت العطرية لبعض أنواع النباتات المختلفة، والتي تشمل:
- عشبة غافت البرازيل (92.8٪).[4]
- زهرة العطاس الجبلية (32.6٪).[5]
- سياثوكلين بوربوريا (57.4٪).[2]
- نبات لاجيرا كريسباتا (32.2٪).[6]
- كراوية الأزهار الهندية (18.2٪).[7]
- يوباتوريوم كابيليفوليوم (20.8٪).[1]
- الطيون الملحي (16.4).[8]

## التخليق الكيميائي
يمكن تحضير مركب 5،2-ثنائي ميثوكسي بارا الكايمين من الكارفاكرول عن طريق الهلجنة العطرية متبوعة باستبدال محبة النواة بمركب ميثوكسيد الصوديوم، وتخليق إيثر ويليامسون باستخدام يوديد الميثيل.